# Roger Cañas
Roger Cañas Henao (* 27. März 1990 in Medellín) ist ein kolumbianischer Fußballspieler.

## Karriere
Der Mittelfeldspieler spielte in der Jugend bei Independiente Medellín. 2008 gab er sein Debüt in der heimischen Profiliga. 2010 wechselte Cañas zum lettischen Verein FC Tranzit. Dort bestritt er nur vier Spiele und wurde im gleichen Jahr vom russischen Zweitligisten FK Sibir Nowosibirsk verpflichtet. 2011 wurde er an Jagiellonia Białystok verliehen. Hier konnte er sich jedoch nicht durchsetzen und wechselte im Frühjahr 2012 zu Schachtjor Qaraghandy aus Kasachstan.
Im Januar 2014 unterzeichnete Cañas für Metalurh Donezk, spielte jedoch nie für Metalurh Donezk, da er Anfang Februar vom Club entlassen wurde, nachdem ein medizinischer Test das Vorhandensein von nur einer Niere zeigte. Cañas unterschrieb am 2. Februar 2014 einen Zweijahresvertrag beim FK Astana. Am 24. August 2016 unterzeichnete Cañas einen neuen Vertrag mit dem Verein bis zum Ende der Saison 2018.
Am 30. Januar 2017 wurde Cañas bis zum Ende der Saison 2016/17 an den zypriotischen Verein APOEL Nikosia ausgeliehen. Er gab sein offizielles Debüt am 11. Februar 2017, als er in der 77. Minute beim 1:0-Auswärtssieg von APOEL gegen Karmiotissa für die zypriotische First Division eingewechselt wurde. Er erzielte sein erstes Tor für APOEL am 20. März 2017 und erzielte das zweite Tor beim 2:0-Heimsieg seines Teams gegen AEL Limassol für die zypriotische First Division.
Am 21. Juli 2017 unterschrieb Cañas für den kasachischen Erstligisten Ordabasy. Am 17. Februar 2018 gab FK Schachzjor Salihorsk die Unterzeichnung eines Einjahresvertrags mit Cañas bekannt. Am 23. Januar 2019 gab Ertis Pawlodar die Unterzeichnung von Cañas bekannt. Am 3. Juli 2019 wurde Cañas von Ertis Pawlodar entlassen.

## Erfolge
- Kolumbianischer Meister: 2009
- Kasachischer Meister: 2012, 2014, 2015, 2016
- Kasachischer Pokalsieger: 2013